# 坂本咲子
坂本 咲子（さかもと さきこ、1963年11月12日 - ）は、女性フリーアナウンサー。株式会社オフィスサッキー代表取締役。東京都武蔵野市出身。

## プロフィール
- 1986年 - 共立女子大学文芸学部を卒業後、札幌テレビ放送に入社する[1]。
- 1995年 - 札幌テレビ放送を退社しフリーとなる。
- 1999年 - 「オフィスサッキー」を設立し、代表に就任する。

2023年現在、札幌市営地下鉄全線で、車内に流れる広告アナウンスを担当している。

## 過去出演した番組
- 坂本咲子のアタックヤング（STVラジオ）
- TDKプラザ Pops Step Jump（STVラジオ）
- ポップスTOP20（STVラジオ）[1]
- 電リクワイド もっと歌謡曲!!（STVラジオ）[1]
- 奥山コーシンの日よういっぱい生ワイド（STVラジオ）
- ドクター小川の健康一番（STVラジオ）
- 朝6生ワイド（札幌テレビ放送）
- Te quiero pa quiero（JFN）
- イブニング・ジャパン（JFN）
- 荒川強啓 デイ・キャッチ!（TBSラジオ、2001 - 2009年）
- アッコにおまかせ!（TBSテレビ）ナレーション　など。